# Йоэнсен, Эдмунд
Эдмунд Эсберн Йоханес Йоэнсен (фар. Edmund Joensen; 19 сентября  1944, Ойри, Фарерские острова) — фарерский политический, государственный и общественный деятель, премьер-министр Фарерских островов (15 сентября 1994 года — 15 мая 1998 года).

## Биография
По роду деятельности — рыбак. Создатель и руководитель судоходно-производственной компании OC Joensen с 1959 по 1994 год. Руководитель компании селекционного рыбзавода в Ойрабаке с 1978 по 1990 год. С 1969 по 1990 год участвовал в селекционной деятельности по разведению рыбы.
В 1970—1980 годах — муниципальный советник коммуны Сунда.
Член Лёгтинга — парламента Фарерских островов, самоуправляемой административной единицы Дании с 1988 года.
Лидер парламентской фракции Партии союза Фарерских островов в 1990—1994 годах. Один из лидеров юнионистской Партии союза Фарерских островов в течение одиннадцати лет (1990—2001).
Премьер-министр Фарерских островов с 1994 по 1998 год, спикер парламента с 2002 по 2008 год, а также один из двух членов датского Фолькетинга от Фарерских островов (с 1994 по 1998 и с 2007 по 2015 год).
В 2015 году вновь был избран в Лёгтинг.

## Награды
- Кавалер ордена Данеброг (1995).
- Командор ордена Данеброг (1997).
- Командор 1-го класса (2005)[1].
- Внесен в «Kraks Blå Bog» (Синяя книга Крака — Кто есть кто в Дании).